# Rosalía
Rosalía Vila Tobella (ur. 25 września 1992 w Sant Esteve Sesrovires) – hiszpańska piosenkarka, autorka tekstów piosenek, producentka muzyczna i aktorka. W 2018 zdobyła popularność dzięki utworowi „Malamente”, za który otrzymała dwie nagrody Latin Grammy Awards.

## Życiorys
Rosalía Vila urodziła się w katalońskiej miejscowości Sant Esteve Sesrovires w 1992. Dorastała w rodzinie bez muzycznych tradycji. W młodości odkryła flamenco poprzez twórczość Camaróna de la Isli. Jest absolwentką Escola Superior de Música de Catalunya (wyższej katalońskiej szkoły muzycznej). Współpracowała z wieloma artystami m.in. barcelońską grupą teatralną La Fura dels Baus.

## Kariera
W lipcu 2016 raper C. Tangana wydał singel zatytułowany „Antes de Morirme” z gościnnym udziałem Rosalíi.

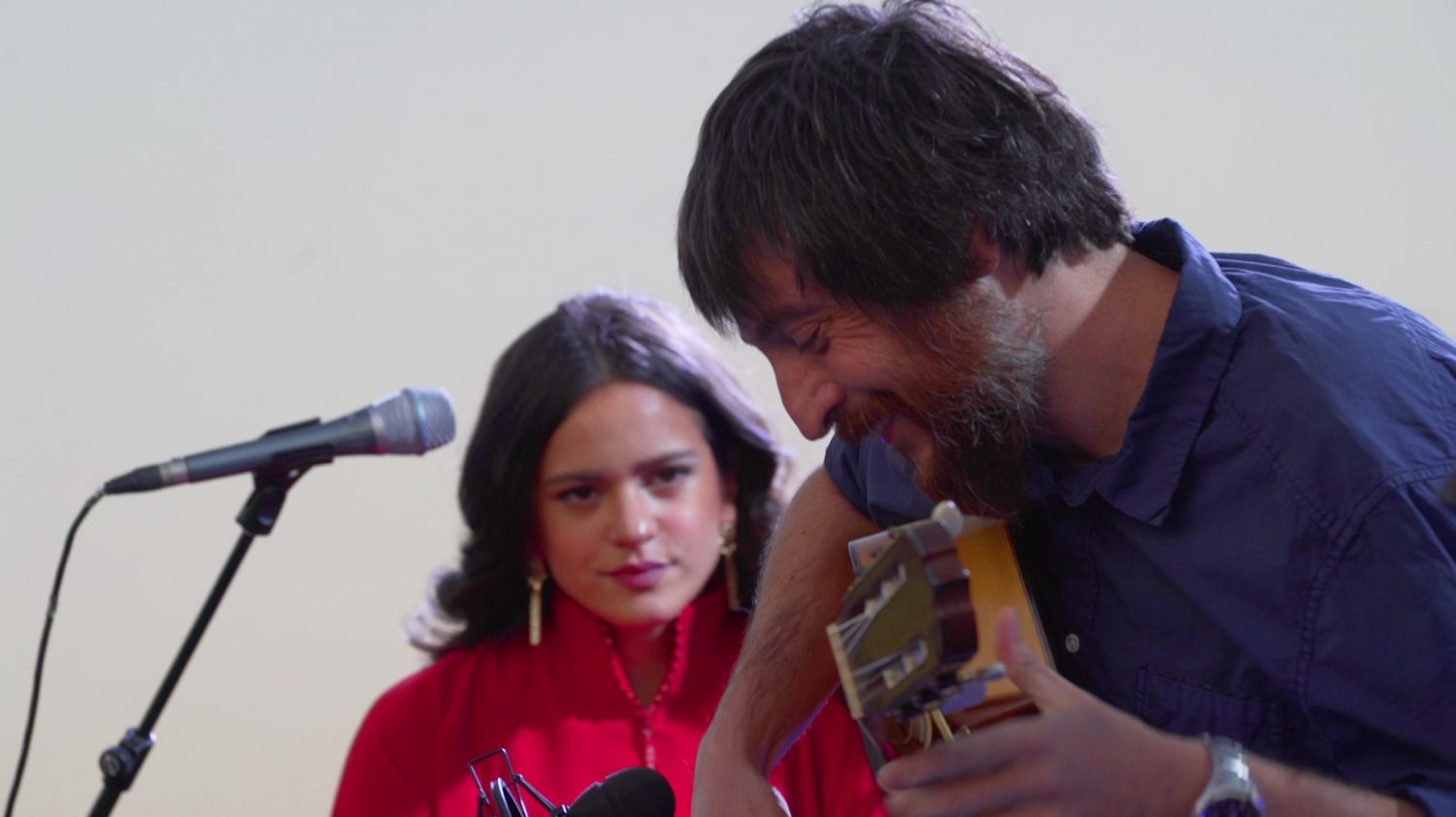
Rosalía i Raül Refree podczas występu w Madrycie w 2017

### 2017:Los Ángeles
W lutym 2017 Rosalía opublikowała swój debiutancki album pt. Los Ángeles. Album wyprodukował Raül Refree. Wystąpił on także gościnnie we wszystkich 12 utworach, które zostały skomponowane w klimacie nawiązującym do tradycyjnego flamenco. Otrzymała nominację do nagrody Latin Grammy Awards 2017 w kategorii najlepszy nowy artysta.

### 2018:El mal querer
W maju J Balvin opublikował album studyjny Vibras, na którym znalazł się nagrany wspólnie z Rosalíą utwór „Brillo”.
W listopadzie wydała swój drugi studyjny album zatytułowany El mal querer. Na płycie znalazło się 11 utworów nagranych w stylistyce muzyki flamenco połączonej z różnymi innymi rodzajami muzyki, m.in. pop, R&B i muzyki elektronicznej. Za jego produkcję odpowiadał El Guincho, który jest również autorem niektórych tekstów. Ponadto Rosalía w trakcie nagrań współpracowała z takimi artystami jak C. Tangana, Rossy de Palma, Justin Timberlake i Timbaland i Scott Storch. Sample i niektóre fragmenty testów nawiązują do utworów innych wykonawców, m.in. „Say My Name” Destiny’s Child w utworze „Di mi nombre” i „Cry Me a River” Justina Timberlake’a w „Bagdad”. W swoich utworach odwołuje się do XIII-wiecznej historii miłosnej pt. „Flamenca” napisanej w języku oksytańskim. W tytułach utworów i teledyskach często nawiązuje do chrześcijaństwa, swoich rodzinnych stron pełnej fabryk i magazynów oraz hiszpańskiej kultury. Album był jej pracą magisterską z flamenco. Płyta była na pierwszym miejscu listy przebojów w Hiszpanii oraz w amerykańskim zestawieniu najpopularniejszych albumów popu latynoskiego magazynu Billboard. Był także na listach najlepiej sprzedających się płyt w Belgii, Holandii, Portugalii i Szwajcarii.
Album promowały cztery single: „Malamente”, „Pienso en tu mirá”, „Di mi nombre” i „Bagdad”. Pierwszy z nich znalazł się w czołówce hiszpańskiej listy przeboju oraz trzykrotnie zyskał status platynowej płyty. Utwór otrzymał pięć nominacji Latin Grammy Awards, m.in. za utwór roku, nagranie roku oraz najlepszy teledysk. 15 listopada 2018 podczas gali w Paradise artystka otrzymała za utwór dwie statuetki, w kategoriach najlepsze wykonanie – muzyka urban i najlepsza piosenka – muzyka alternatywna. Teledysk do utworu został nagrodzony podczas UK Music Video Awards 2018 jako najlepszy międzynarodowy teledysk muzyki pop. W tej samej kategorii nominowany było również wideo do „Pienso en tu mirá”. Singel „Di mi nombre” przed dwa tygodnie znajdował się na pierwszym miejscu hiszpańskiego zestawienia najpopularniejszych utworów w listopadzie.
Rosalía była nominowana do Europejskiej Nagrody Muzycznej MTV 2018 w kategorii dla najlepszego hiszpańskiego wykonawcy. Podczas gali w Bilbao wykonała utwory „De Aquí No Sales” i „Malamente”.
W styczniu 2019 James Blake wydał album Assume Form, na którym znalazł się utwór z gościnnym udziałem Rosalíi zatytułowany „Barefoot in the Park”.
Jako aktorka zadebiutowała w filmie Pedro Almodóvara pt. Ból i blask (hiszp. Dolor y Gloria), którego premiera w Hiszpanii odbyła się 22 marca 2019. Rosalía wspólnie z Penélope Cruz nagrała do filmu utwór „A tu vera”.
28 marca został wydany wraz z teledyskiem singel „Con altura” nagrany wspólnie z J Balvinem oraz z gościnnym udziałem El Guincho, za który podczas gali MTV Video Music Award 26 sierpnia 2019 otrzymała nagrodę w kategorii Najlepszy teledysk lationo.

## Dyskografia

### Albumy studyjne
| 2017                                                    | Los Ángeles - Wydany: 10 lutego - Wydawnictwo: Universal Spain - Format: CD, LP, digital download | 9 | –  | –   | –  | –  | –  | –  | – |                                 |
| 2018                                                    | El mal querer - Wydany: 2 listopada - Wydawnictwo: Sony Music - Format: CD, LP, digital download  | 1 | 76 | 138 | 95 | 20 | 61 | 10 | 1 | - ESP: potrójna platynowa płyta |
| 2022                                                    | Motomami - Wydany: 18 marca - Wydawnictwo: Columbia Records - Format: CD, LP, digital download    | 1 | 3  | 15  | 12 | 1  | 6  | 3  | 1 | - ESP: podwójna platynowa płyta |
| „–” oznacza, że album nie był notowany na danej liście. |                                                                                                   |   |    |     |    |    |    |    |   |                                 |

### Single
| 2017                                                     | „Catalina”                                             | – | – | – | –  | – | –  | –  |                                                  | Los ángeles   |
| 2017                                                     | „Aunque es de noche”                                   | – | – | – | –  | – | –  | –  |                                                  |               |
| 2018                                                     | „Malamente”                                            | 2 | – | – | 21 | – | –  | 97 | - ESP: 3× platynowa płyta - USA: platynowa płyta | El mal querer |
| 2018                                                     | „Pienso en tu mirá”                                    | 5 | – | – | –  | – | –  | –  | - ESP: 2x platynowa płyta                        | El mal querer |
| 2018                                                     | „Di mi nombre”                                         | 1 | – | – | –  | – | –  | –  | - ESP: platynowa płyta                           | El mal querer |
| 2018                                                     | „Bagdad”                                               | 7 | – | – | –  | – | –  | –  | - ESP: złota płyta                               | El mal querer |
| 2019                                                     | „Con altura” (Rosalía, J Balvin, gościnnie El Guincho) | 1 | 4 | 1 | 31 | 2 | 98 | 1  | - ESP: 2x platynowa płyta - POL: złota płyta     |               |
| 2019                                                     | „Aute Cuture”                                          | 1 | – | – | –  | – | –  | –  |                                                  |               |
| 2020                                                     | „TKN” (Rosalía, Travis Scott)                          |   |   |   |    |   |    |    | - POL: złota płyta                               |               |
| 2022                                                     | „Despechá”                                             |   |   |   |    |   |    |    | - POL: złota płyta                               |               |
| „–” oznacza, że singel nie był notowany na danej liście. |                                                        |   |   |   |    |   |    |    |                                                  |               |

### Z gościnnym udziałem
| Rok  | Tytuł              | Wykonawca  | Najwyższe pozycje na listach | Certyfikaty               | Album |
| Rok  | Tytuł              | Wykonawca  | SPA                          | Certyfikaty               | Album |
| ---- | ------------------ | ---------- | ---------------------------- | ------------------------- | ----- |
| 2016 | „Antes de Morirme” | C. Tangana | 26                           | - ESP: 3× platynowa płyta | Élite |

### Pozostałe notowane utwory
| Rok  | Tytuł                                                   | Najwyższe pozycje na listach | Certyfikaty            | Album         |
| Rok  | Tytuł                                                   | SPA                          | Certyfikaty            | Album         |
| ---- | ------------------------------------------------------- | ---------------------------- | ---------------------- | ------------- |
| 2018 | „Brillo” (wspólnie z J Balvin)                          | 18                           | - ESP: platynowa płyta | Vibras        |
| 2018 | „Que no salga la luna”                                  | 15                           |                        | El mal querer |
| 2018 | „De aquí no sales”                                      | 22                           |                        | El mal querer |
| 2018 | „Nana”                                                  | 26                           |                        | El mal querer |
| 2018 | „Maldición”                                             | 30                           |                        | El mal querer |
| 2018 | „A ningún hombre”                                       | 35                           |                        | El mal querer |
| 2018 | „Reniego”                                               | 36                           |                        | El mal querer |
| 2018 | „Preso”                                                 | 48                           |                        | El mal querer |
| 2019 | „Barefoot in the Park” (James Blake, gościnnie Rosalía) | 40                           |                        | Assume Form   |

## Filmografia
- Ból i blask (2019, reżyseria: Pedro Almodóvar)[24]

## Nagrody i nominacje
| Rok  | Konkurs                          | Nominowane dzieło                                 | Kategoria                                | Rezultat  |
| ---- | -------------------------------- | ------------------------------------------------- | ---------------------------------------- | --------- |
| 2017 | Latin Grammy Awards              | —                                                 | Najlepsza nowy artysta                   | Nominacja |
| 2018 | Latin Grammy Awards              | „Malamente”                                       | Nagranie roku                            | Nominacja |
| 2018 | Latin Grammy Awards              | „Malamente”                                       | Utwór roku                               | Nominacja |
| 2018 | Latin Grammy Awards              | „Malamente”                                       | Najlepsze wykonanie - muzyka urban       | Wygrana   |
| 2018 | Latin Grammy Awards              | „Malamente”                                       | Najlepsza piosenka - muzyka alternatywna | Wygrana   |
| 2018 | Latin Grammy Awards              | „Malamente”                                       | Najlepszy teledysk                       | Nominacja |
| 2018 | Europejskie Nagrody Muzyczne MTV | —                                                 | Najlepszy hiszpański wykonawca           | Nominacja |
| 2018 | UK Music Video Awards            | „Pienso en tu mirá”                               | Best Pop Video - International           | Nominacja |
| 2018 | UK Music Video Awards            | „Malamente”                                       | Best Pop Video - International           | Wygrana   |
| 2018 | UK Music Video Awards            | „Malamente”                                       | Best Production Design in a Video        | Nominacja |
| 2018 | UK Music Video Awards            | „Malamente”                                       | Best Styling in a Video                  | Nominacja |
| 2019 | MTV Video Music Awards           | —                                                 | Najlepszy nowy artysta                   | Nominacja |
| 2019 | MTV Video Music Awards           | „Con altura” (wspólnie z J Balvinem i El Guincho) | Najlepsza choreografia                   | Wygrana   |
| 2019 | MTV Video Music Awards           | „Con altura” (wspólnie z J Balvinem i El Guincho) | Najlepszy teledysk latino                | Wygrana   |
| 2019 | MTV Video Music Awards           | „Con altura” (wspólnie z J Balvinem i El Guincho) | Utwór lata                               | Nominacja |
| 2020 | MTV Video Music Awards           | „A Palé”                                          | Najlepszy montaż                         | Nominacja |
| 2022 | MTV Video Music Awards           | „Saoko”                                           | Najlepszy montaż                         | Wygrana   |
| 2022 | MTV Video Music Awards           | „Bizcochito”                                      | Utwór lata                               | Nominacja |
| 2022 | MTV Video Music Awards           | „La Fama” (wspólnie z The Weeknd)                 | Najlepsza współpraca                     | Nominacja |